# Yuki Ishikawa
Yuki Ishikawa (jap. 石川友紀 Ishikawa Yuki; ur. 26 kwietnia 1987 w Ageo, w Japonii) – japońska siatkarka grająca na pozycji środkowej. Obecnie występuje w drużynie JT Marvelous.

## Kariera
- Takefuji Bamboo (2006–2009)
- JT Marvelous (2008-)